# Mädchen in Uniform
Mädchen in Uniform (‘Noies en uniforme’) és una pel·lícula alemanya del 1931 basada en l'obra de teatre Gestern und heute (‘Ahir i avui’) de Christa Winsloe i dirigida per Leontine Sagan amb la direcció artística de Carl Froelich. Winsloe també en va escriure el guió i estigué durant el rodatge. La pel·lícula ha adquirit una benguanyada fama de clàssic de culte internacional. Té un missatge antifeixista i es caracteritza per la temàtica lèsbica. Tingué molt ďèxit fins que fou prohibida pel nacional-socialisme. Fou recuperada a la dècada dels setanta per un festival de cicles de cinema de dones. És considerada la primera pel·lícula sobre temàtica lèsbica.
L'argument és una història d'amor entre una alumna i una professora.

## Crítiques
La crítica de cinema Emily M. Danforth afirmà que aquesta pel·lícula és destacable per tindre un «repartiment superb compost només per dones» i «l'ús impressionant del so, que era una tecnologia encara en desenvolupament». Per una banda, Vito Russo la considera una pel·lícula realista quant a les relacions lèsbiques de l'Alemanya de l'època, i per altra banda, Martha Fleming considera que Russo s'equivoca.